# Microsaprinus therondianus
Microsaprinus therondianus är en skalbaggsart som först beskrevs av Rolf Martin Theodor Dahlgren 1973.  Microsaprinus therondianus ingår i släktet Microsaprinus och familjen stumpbaggar. Inga underarter finns listade i Catalogue of Life.